# Odprto prvenstvo ZDA 1991
Odprto prvenstvo ZDA 1991 je teniški turnir za Grand Slam, ki je med 26. avgustom in 8. septembrom 1991 potekal v New Yorku.

## Moški posamično
Stefan Edberg :  Jim Courier, 6–2, 6–4, 6–0

## Ženske posamično
Monika Seleš :  Martina Navratilova, 7–6(7–1), 6–1

## Moške dvojice
John Fitzgerald /  Anders Järryd :  Scott Davis /  David Pate, 6–3, 3–6, 6–3, 6–3 

## Ženske  dvojice
Pam Shriver /  Natalija Zverjeva :  Jana Novotná /  Larisa Savčenko, 6–4, 4–6, 7–6(7–5)

## Mešane dvojice
Manon Bollegraf /  Tom Nijssen :  Arantxa Sánchez Vicario /  Emilio Sánchez, 6–2, 7–6(7–2)